# Cerkiew św. Eufemii w Stambule
Cerkiew św. Eufemii – prawosławna cerkiew w Stambule, przy rynku dzielnicy Kadıköy, na terenie dawnego Chalcedonu, w jurysdykcji metropolii chalcedońskiej Patriarchatu Konstantynopolitańskiego.

## Historia
W starożytności w Chalcedonie powstała bazylika św. Eufemii, męczennicy chrześcijańskiej, ofiary prześladowań czasów Dioklecjana, urodzonej w Chalcedonie. Obiekt ten został zniszczony przed 1555, gdyż po upadku Konstantynopola znajdował się w nim zakład wyrabiający proch i wybuchł w nim pożar. Ruiny starożytnej bazyliki św. Eufemii zostały odkryte i odsłonięte w 1958, zaś relikwie świętej od VII w. wystawione są dla kultu w katedrze św. Jerzego w Stambule.
Dla upamiętnienia starożytnej świątyni prawosławni Grecy nadali wezwanie św. Eufemii istniejącemu w dzielnicy monasterowi. W 1694 wzniesiono natomiast nową cerkiew św. Eufemii. W 1832 świątynia ta została całkowicie przebudowana. Budowę obiektu sakralnego współfinansowała Rosja. 
Cerkiew zbudowana jest na nietypowym planie. Posiada dwa narteksy – wewnętrzny i zewnętrzny. Z takim rozplanowaniem budynku wiąże się legenda, jakoby sama święta wzniosła budowlę, upodabniając ją do łaźni, by uniknęła zniszczenia w okresie prześladowań chrześcijan. Po prawej stronie od zewnętrznego narteksu znajduje się kaplica-baptysterium św. Paraskiewy, przeniesiona z sąsiedniej ulicy, z ikoną Świętych Ojców Soboru Chalcedońskiego.
We wnętrzu świątyni znajduje się ikonostas ze zdobionymi srebrem ikonami Jezusa Chrystusa i Matki Bożej oraz kilka przedmiotów przeniesionych ze starszych cerkwi św. Eufemii, w tym wyszywany całun Matki Bożej używany podczas nabożeństw w dniu święta Zaśnięcia Matki Bożej.
Na cerkiewnym dziedzińcu znajdują się budynki należące do metropolii oraz nagrobki zmarłych z rodziny Zacharow.